# Frank Verlaat
Frank Verlaat est un footballeur international néerlandais né le 8 mars 1968 à Haarlem (Pays-Bas).

## Biographie
Formé à l'Ajax d'Amsterdam, il fait ses débuts en équipe première lors de la saison 1986-1987. Lors de cette saison, à l'âge de dix-neuf ans, il remporte la Coupe d'Europe des vainqueurs de coupes. Verlaat ne joue que la finale de cette compétition, sa titularisation étant liée au forfait sur blessure de Danny Blind pour cette rencontre,.  
Ne parvenant pas à devenir titulaire, Verlaat quitte l'Ajax en 1989 et rejoint Lausanne, en Suisse. Pour sa première saison sur les bords du Lac Léman, il manque de peu le titre de champion de Suisse. En effet, avec 31 points, Lausanne termine à égalité avec le Grasshopper Zürich, mais ce dernier est sacré grâce à son meilleur classement lors du tour préliminaire. 
La saison suivante, Lausanne échoue une nouvelle fois dans la conquête du titre : largement en tête du championnat, le club vend son attaquant vedette, Stéphane Chapuisat, pendant la pause hivernale puis régresse au classement. 
En 1992, il s'engage avec l'AJ Auxerre. Dès sa première saison, Verlaat participe à la plus belle épopée européenne de l'AJA, stoppée en demi-finale de la Coupe UEFA par Dortmund. La saison suivante, il est de la première victoire d'Auxerre en Coupe de France face à Montpellier. Ses bonnes prestations avec l'AJ Auxerre lui permettent d'être sélectionné en équipe des Pays-Bas. Le 22 février 1995, il est titulaire lors de la défaite des Néerlandais à Eindhoven contre le Portugal lors d'un match amical. 
Il laisse un excellent souvenir aux supporters et habitants d'Auxerre en raison de sa grande gentillesse et de sa simplicité.
En 1995, il quitte l'AJ Auxerre et rejoint le VfB Stuttgart, en Allemagne. En 1998, Stuttgart atteint la finale de la Coupe d'Europe des vainqueurs de coupes. Suspendu pour la finale, Verlaat voit son équipe s'incliner face à Chelsea,.  

## Style de jeu
Défenseur central de grande classe, il excelle dans le jeu de tête et le placement défensif.

## Palmarès

### En club
- Vainqueur de la Coupe d'Europe des Vainqueurs de Coupe en 1987 avec l'Ajax Amsterdam
- Vainqueur de la Coupe des Pays-Bas en 1986 et en 1987 avec l'Ajax Amsterdam
- Vainqueur de la Coupe de France en 1994 avec l'AJ Auxerre
- Vainqueur de la Coupe d'Allemagne en 1997 avec le VfB Stuttgart
- Vainqueur de la Supercoupe d'Autriche en 2004 avec l'Austria Vienne
- Finaliste de la Supercoupe d'Europe en 1987 avec l'Ajax Amsterdam
- Finaliste de la Coupe d'Europe des Vainqueurs de Coupe en 1988 avec l'Ajax Amsterdam
- Vice-champion des Pays-Bas en 1986, en 1987, en 1988 et en 1989 avec l'Ajax Amsterdam
- Vice-champion de Suisse en 1990 avec le Football Club Lausanne-Sport
- Vice-champion d'Autriche en 2004 avec l'Austria Vienne
- Finaliste de la Coupe d'Autriche en 2004 avec l'Austria Vienne
- Finaliste de la Coupe de la Ligue d'Allemagne en 1997 avec le VfB Stuttgart

### EnÉquipe des Pays-Bas
- 1 sélection en 1995